# Pohádka
Pohádka (tradicionalmente traduzido como Conto de Fadas, ou mais literalmente do checo: Um Conto) é uma composição de câmara para violoncelo e piano do compositor checo Leoš Janáček.
Pohádka é baseado em um poema épico do autor russo Vasily Zhukovsky intitulado O Conto de Tsar Berendyey (em russo:  Сказка о царе Берендее), que sem surpresa despertou o interesse de Janáček pela cultura russa. A composição apresenta cenas da história, em vez de ser uma descrição completa do conto.
Foi composta em um momento difícil para Janáček, após a morte de sua filha Olga e quando ele ainda buscava reconhecimento musical. Grande parte da música está em tons ou modos com seis bemóis, o que dá à música uma qualidade um tanto velada, semelhante à obra para piano de Janáček, In the Mists. Várias versões diferentes da peça existiram durante sua vida, embora apenas a última seja normalmente executada hoje. É sua única composição publicada para esta combinação de instrumentos.

## Versões

### Primeira versão
A primeira versão de Pohádka tinha três movimentos, marcados como Introdução-Andante, Con moto e Con moto. O manuscrito autógrafo é datado de 1910 e não foi publicado. A composição estreou-se em Bruno a 13 de março na presença de Janáček, embora pareça que na altura pretendia que fizesse parte de uma obra maior.

### Segunda versão
A segunda versão foi em quatro movimentos e foi executada pela primeira vez em setembro de 1912. Janáček revisou o trabalho com a adição de um final tranquilo que também reprisou parte da introdução, com a intenção de representar a czarina cantando uma canção de ninar.

### Terceira versão
A versão final de Janáček devolveu a peça a uma forma de três movimentos que pouco diferia do original. A introdução e o primeiro movimento da versão de 1912 são unidos sem títulos separados e o último movimento é omitido. Além disso, Janáček alterou muitos dos ritmos, removeu uma repetição do terceiro movimento e fez outras revisões. Foi ouvido pela primeira vez em Bruno em 3 de março de 1923 e posteriormente apresentado em Praga, Olomouc e em Londres durante a visita de Janáček lá em 1926. Esta versão foi publicada por Hudební Matice Umělecké Besedy em 1924.

## Presto
Uma composição de 172 compassos, marcada simplesmente como Presto, também existe na letra de Janáček no mesmo papel que o manuscrito de Pohádka. Nenhum instrumento é especificado, mas é quase certo, dada a extensão e clave da parte do solo, que é para violoncelo e piano. O estudioso Jaroslav Vogel e outros especularam que esse movimento deveria ser incluído na versão original de Pohádka, mas foi removido quando a obra foi revisada.

## Na cultura popular
Uma parte de Pohádka foi usada na trilha sonora do filme A Insustentável Leveza do Ser e também em A Descoberta do Céu (baseado no livro de mesmo nome de Harry Mulisch).